# Cantón de Secondigny
El cantón de Secondigny era una división administrativa francesa, que estaba situada en el departamento de Deux-Sèvres y la región de Poitou-Charentes.

## Composición
El cantón estaba formado por ocho comunas:
- Allonne
- Azay-sur-Thouet
- Le Retail
- Neuvy-Bouin
- Pougne-Hérisson
- Saint-Aubin-le-Cloud
- Secondigny
- Vernoux-en-Gâtine

## Supresión del cantón de Secondigny
En aplicación del Decreto n.º 2014-176 de 18 de febrero de 2014, el cantón de Secondigny fue suprimido el 22 de marzo de 2015 y sus 8 comunas pasaron a formar parte; siete del nuevo cantón de La Gâtine y una del nuevo cantón de Cerizay.